# Bear Lake County
Bear Lake County är ett administrativt område i delstaten Idaho, USA, med 5 986 invånare (2010). Den administrativa huvudorten (county seat) är Paris. 

## Geografi
Enligt United States Census Bureau har countyt en total area på 2 718 km². 2 516 km² av den arean är land och 202 km² är vatten.

### Angränsande countyn
- Caribou County - nord
- Lincoln County, Wyoming - öst
- Rich County, Utah - syd
- Franklin County - väst